# Beata pernix
Beata pernix är en spindelart som först beskrevs av Peckham, Peckham 1901.  Beata pernix ingår i släktet Beata och familjen hoppspindlar. Inga underarter finns listade.